# Mandaryna
Marta Wiśniewska, in arte Mandaryna (Łódź, 12 marzo 1978), è una cantante polacca.
Ha ottenuto molto successo in Polonia con i singoli Here I Go Again, E'vry Night, You Give Love A Bad Name e Stay Together.